# ラ・グアヒーラ県
ラ・グアヒーラ県（ラ・グアヒーラけん、スペイン語: Departamento de La Guajira）は、コロンビアのカリブ海地方の県。県都はリオアチャ。カリブ海に面し、ベネズエラと国境を接している。「ラ・グアヒラ県」とも表記。南米大陸において最も北に位置するグアヒーラ半島は、大部分が同県に属する。

## 隣接する県
- スリア州
- セサール県
- マグダレーナ県

## 下位行政区
1. アルバニア (Albania)
2. バランカス (Barrancas)
3. ディブーリャ (Dibulla)

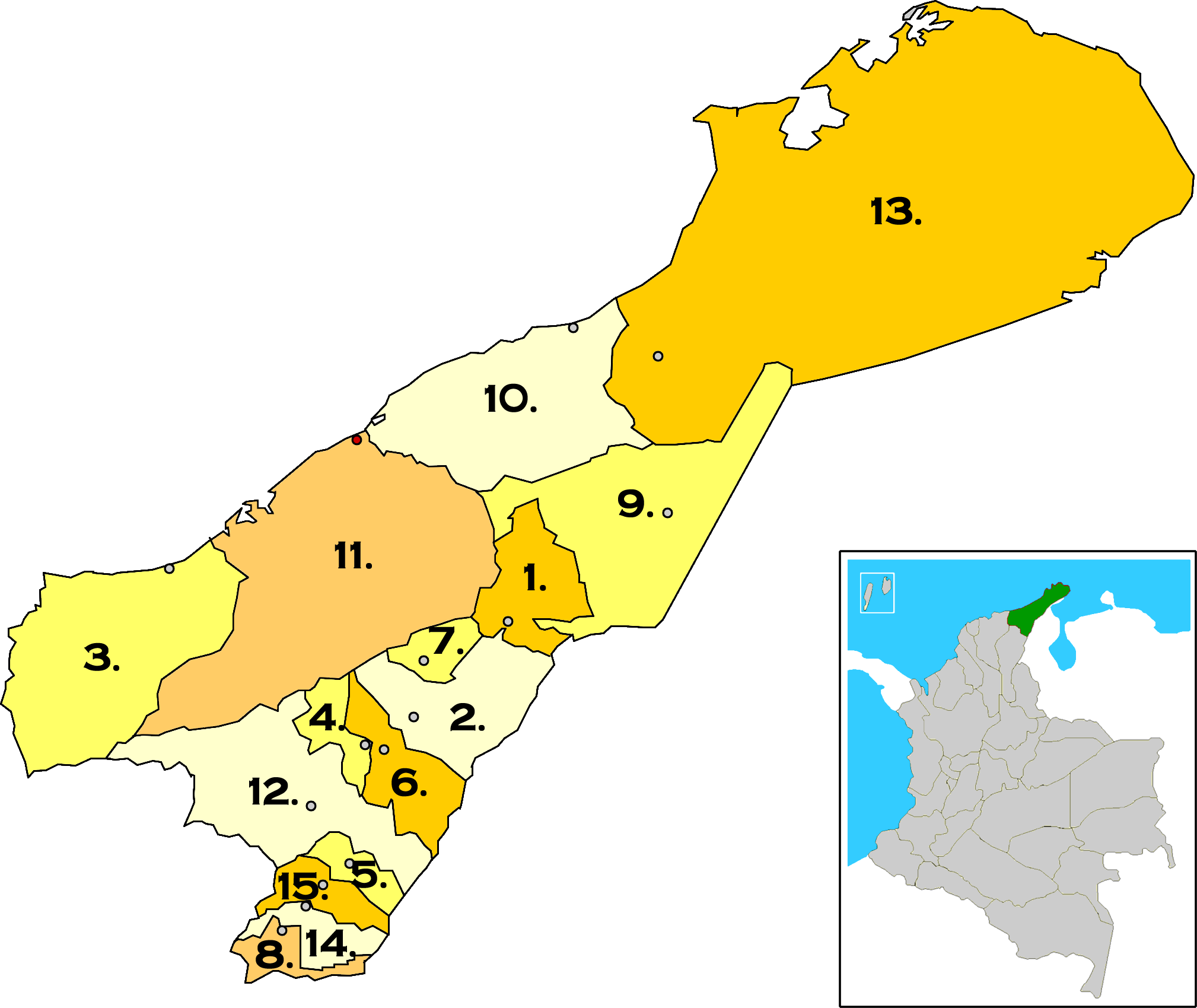
県の地図。赤点は各市の市庁所在地を示す

4. ディストラクション (Distracción)
5. エル・モリーノ (El Molino)
6. フォンセカ (Fonseca)
7. アトヌエボ (Hatonuevo)
8. ラ・ハグア・デル・ピラール (La Jagua del Pilar)
9. マイカオ (Maicao)
10. マナウレ (Manaure)
11. リオアチャ (Riohacha)
12. サン・フアン・デル・セサール（San Juan del Cesar）
13. ウリビア (Uribia)
14. ウルミータ (Urumita)
15. ビジャヌエバ (Villanueva)